# Nagy Mihály (református püspök)
Eőri Nagy Mihály (Rétalap (Győr megye), 1788. december 14. – Komárom, 1878. március 19.) a Dunántúli Református Egyházkerület püspöke 1844-től 1874-ig, egyházi író, királyi tanácsos.

## Élete
Rétalapon született, azonban a család azonban csakhamar Ajkára, az anyai jószágra költözött. A közép- és főiskolai tudományokat Pápán Tóth Ferenc, a későbbi szuperintendens és Márton József tanárok alatt végezte; azután másfél évig ugyanazon főiskolában a retorikai és logikai tantárgyakat tanította, majd senior lett. 1813-ban végezte az iskolai seniorságot. Míg a szüleinél tartózkodott, megválasztották a pápai főiskola történelmi tanárává, de oly feltétellel, hogy előbb a külföldi tanintézeteket meglátogassa. Még azon évben útnak indult és Bécsben a természet- és vegytani tárgyakból rendkívüli előadásokat hallgatott; innét 1814-ben utazott Németországba Péczely József és Hetényi János társaságában. Másfél évet töltött a jenai és göttingeni egyetemeken. Rendes tanárságát tehát 1815-ben kezdette meg és azt 1821-ig folytatta, midőn Kocs (Komárom megye) egyháza hívta meg rendes lelkészenek. 1822-ben ugyanazon megye jegyzője, 1826-ben helyettes és 1827-ben rendes esperes lett. A társadalmi és megyei közéletben befolyásos szerepe volt. Az 1839-40. évi országgyűlésre az egyházkerület részéről hitszónokká, 1845-ben pedig szuperintendenssé és komáromi lelkésszé választatott. 1865-ben ülte meg egyházi hivataloskodásának 50 éves jubileumát. 1876-ban 88 éves korában nyugalomba vonult.

## Munkái
- Oratio, qua suditorum ordinis saecularis atque ecclesiastici aestimatissimorum, maecenatum amplissimorum, curatorum et inspectorum optimorum, collegarum venerandarum, discipulorumque svavissimorum coronam valere jubet. Jaurini. 1821.
- Az emberi társaságos életnek becse a közhasználatúság. Mellyet… Magyari Kossa Péter urnak… tetemei felett 1827. eszt. május 9. napján a Kápolnás Nyéki ref. templomban tartatott gyász tisztességtétel alkalmatosságával élő szóval előadott. Székesfejérvár, 1827.
- A keresztyén vallás diadalmán való hálás öröm. Tóth Ferencz helv. vall. tul a dunai fő pásztori hivatalára való felszentelése alkalmával hirdetett. Veszprém, 1828. (Beszéd. Főtiszt. Tóth Ferencz egyházi innepe).
- A keresztyén egyházak minden keresztyén szív óhajtásának igen méltó tárgyai. A sz. kir. Székes-Fehérvár városában meg települt helv. vallástételt tartó keresztyén hívek új egyházában, ennek 1837. okt. 29. lett felszentelése alkalmával mondott egyházi beszédében hirdette. Pápa, 1838.
- Egyházi beszéd, melyet a pesti h. h. ev. egyházban 1839. ápr. 14. tartott. Kiadták a t. szerző úr pesti több tisztelői. A példányok ára az árvíz által megrongált pesti ref. paplak felépítési költségeinek némi potlására van ajánlva. Pest.
- A helv. hitv. ft. egyházkerület 1844. évben ápril 20 és május 1., 2. és 3. napjain tartott gyülésének jegyzőkönyve. Hely n.
- Bizodalom szava. (Beköszöntő komáromi hiv. foglaláskor). Komárom, 1845
- Emlékoszlop… Tóth Ferencz koporsójánál Pápa, 1845. (Széki Bélával együtt).
- Fejedelmi nagyság, nemzeti közbánatra elhunyt fens. cs. kir. főherczeg József Magyarhon tisztelve szeretett nádorának gyászünnepén szab. kir. Rév-Komárom városi ev. ref. gyülekezet szentegyházában 1847. febr. 7. néhány alapvonalakban felmutatva. Kinyomatták hívei. Komárom. Előszót írt a Liszkay József által kiadott Helvét hitvalláshoz. (Pápa 1852.).